# 친일 문학
친일문학(親日文學)은 일제강점기 동안 일본의 침략 전쟁이나, 황민화 정책의 강행에 의해서 이를 고무하거나 찬양한 문학이다.

## 역사

### 태동
친일 문학은 1937년 5월 조선문예회(朝鮮文藝會)의 결성에서 시작되었다. 학무국 사회 교육과가 주동하여 조직한 이 단체는 조선 총독부 방침인 사회 교화를 위해서 가요(歌謠) 정화 운동을 전개하였다.  김억이 작사한 〈종군간호부의 노래〉, 〈정의의 수(帥)에〉, 최남선이 작사한 〈김소좌를 생각함〉, 〈정의의 개 가〉, 〈총후의용(銃後義勇)〉, 〈방호단가(防護團歌)〉, 〈장성(長城)의 파수〉 등의 이른바 '애국가요'은 1940년대의 국민 문학 운동의 원시적  출발이었다. 한편 안서는 〈매일신보〉에 〈신춘문단의 전망〉(1933)에서 "앞으로의 시가는 가장 농후하게 군가적(軍歌的)으로 씩씩하고 우렁찬 경향을 나타내야 한다"고 말하고 시 〈신년송〉(《매일신보》, 1944년 1월 4일)을 통하여 대동아 결전과 미국과 영국의 격멸을 읊었으며, 〈님 따라 나서자〉(《매일신보》, 1944년 12월 7일)라는 시로 가미카제(神風) 특공대로 나가 전사한 조선인 가네하라 군조(金原軍曹)를 뒤따르자며 징병을 격려하는 시를 쓰기도 하였다.

### 조선문인협회 결성
1939년 4월에는 임화, 최재서, 이태준이 주동하여 황군 위문 작가단을 결성하였고, 김동인, 박영희, 임학수 등 3명이 파견되어 박영희가 〈전선기행〉을, 임학수가 〈전선시집〉을 창작, 발표하였다. 이후 1939년 10월 29일 부민관에서 학무국의 산파 역할로 조선문인협회가 탄생하였다. 조선문인협회는 초대 회장으로 이광수가 선출되었는데, 이 조직을 통하여 작가들이 문필 보국 운동에 총동원되었다. 이광수는 결성식에서 "이 협회의 창립 목적은 새로운 국민 문학의 건설과 내선 일체의 구현에 있다"고 주장하였다. '조선문인협회'의 활동은 범민중적인 지탄의 소리를 듣기도 했지만, 이러한 저항에도 불구하고 일제에 의한 친일 문학은 새로운 자리를 잡았다.

### 전시 체제와 친일 문학
일본은 만주사변과 태평양 전쟁을 치르면서 전시 행정 체제에 돌입하였고, 한반도는 일제의 병참 기지로 전락하였다. 일제는 앞에 열거한 친일 문학자들 이외에도 무수히 많은 사람들에게 친일을 강요하였으며, 민족 정신을 말살하기 위한 식민지 정책을 한반도에 강요하였다. 친일 부역은 단지 몇 사람의 일이 아니라 사회 전반적으로, 당시의 저명 인사들 모두 이에 해당된다고 해도 무방하다.

## 성격
친일 문학의 성격을 살펴보면 다음과 같다. 첫째, 일본 정신을 그 기본으로 한다. 일본 정신이란 일본 천황을 중심으로 제정(祭政)이 일치(一致)된 가족 국가의 조직을 고무, 찬양하는 것이다. 둘째, 일본에 대한 일본 국민으로서의 자각과 긍지와 감사를 그 내용으로 한다. 셋째, 그들에게 국어(國語)인 일본어로 창작된다.

## 주요 인물

### 최남선
최남선은 이광수와 함께 대표적인 친일 작가로, 청일 전쟁이 "일본의 진보적 정신이 청조(淸朝)의 정신을 구축하려는 전쟁"이라는 성전론을 주장하면서 태평양 전쟁을 미화시키기도 하였다. 그의 〈성전의 설문〉 〈아세아의 해방〉 등이 성전론을 피력한 작품들이다.

### 이광수
이광수는 처음부터 친일파작가는 아니었다. 광복 이후 도망을 다니며 끝내 잡혔으며, 우리가 해방될 줄은 꿈에도 몰랐다는 말을 남겼다고 한다.

### 주요한
주요한은 시 〈성전찬가〉에서 일제의 태평양 전쟁을 찬양하였다. 그는 대단히 격정적으로 일본을 찬양하는 시들을 창작하였다. 또한 〈적, 미국의 사상모략〉이라는 평론에서 미국을 백인 제국주의의 앞잡이라고 지적하면서, 대동아 단결을 이룩하여 조선의 청년들은 분연히 일어나 영국과 미국의 모략을 분쇄해야 한다고 주장하였다.

### 채만식
채만식은 1939년 독서회 사건에 연루되어 잠시 구속된 이후에 《여인전기》와 같은 작품을 서술하였다.

### 서정주
미당 서정주(1915~2000)에 대해 유 교수는 "당시 그는 20대 무명인사로, (지금은 유명한) '화사집'도 단 100부 찍었을 뿐이었다"며 "그때 그의 글을 읽고 군인을 지원한 사람은 아무도 없었을 것"이라고 말했다.
일제 말기 지식인의 처지를 생각한다. 이효석처럼 "일어로라도 쓰느냐 아니면 붓을 꺾느냐"(서울대 이상옥 명예교수)를 놓고 고민했을 것이다. 혹은 죽음이나 망명을 떠올렸을 수도 있다. 그러나 그것은 아무나 할 수 있는 일이 아니었다. 상황 논리를 강변하는 게 아니다. 분명한 건, 유 교수 말마따나 "잡문 몇 편 썼다는 것 때문에 중죄인 취급을 받게 하는 것은 형평성 없는 가혹한 저울질"이라는 사실이다.

### 박영희
박영희는 프롤레타리아 문학 계열에서 친일을 한 대표적인 작가이다. 박영희는 "잃은 것은 예술이요, 얻은 것은 이념"이라는 유명한 말을 남기면서 전향 논리를 폈지만, 기실 그의 전향은 부일(附日) 협력의 길목으로 걸음을 옮긴 것에 지나지 않는다. 그는 1938년 도쿄에서 열린 '시국 대응 전국 위원회'에서 전향의 면모를 드러냈다. 박영희는 '시국 대응 전선(全鮮) 사상 보국 연맹'의 간사로 참여하면서, 김동인, 임학수와 함께 '황군 위문 작가단'의 일원으로 화베이(華北)를 다녀와 〈전선기행〉을 창작하였다.

### 노천명
김기진은 일찍이 경향파에서 대중화론을 주창한 뛰어난 이론가였지만, 1943년 8월 1일 징병제 실시 당일에 〈님의 부르심을 받들고서〉라는 시를 《매일신보》에 발표하면서 친일 행적을 드러냈다.

### 백철
또한 광복 이후 대한민국 문단의 비평계를 주도한 백철의 친일 행각도 빼놓을 수 없는 사실이다. 백철의 평론 〈낡음과 새로움〉은 국민 문학의 원칙을 밝힌 것으로, 이 글을 통해 일본의 정신을 실천적으로 수용할 것을 강조하였다.

### 유치진
이 외에 연극인 유치진도 일본에 협력하였다. 유치진은 국민 연극 이념의 수립에 기여하였다. 그는 〈국민연극 수립에 대한 제언〉과 〈신체제하의 연극〉 등의 평론을 발표하였으며, 1941년 현대극장을 발족시켜 총독부의 만주 이민 정책에 호응하는 내용의 〈흑룡강〉, 〈북진대〉를 공연하였다.

## 같이 보기
- 친일파
- 민족문제연구소의 친일인명사전 수록예정자 명단 - 문화/예술
- 친일 문학인 42인 명단